# Adda Djørup
Adda Djørup   (Aarhus, 18 d'agost de 1972) és una poeta, novel·lista i escriptora de contes danesa.
Djørup estudià en la Katrinebjergskolen abans de deixar d'estudiar i treballar durant uns anys com au pair. Després reprén l'escola secundària. Es gradua en Literatura Comparada en la Universitat de Copenhaguen. Viu a Copenhaguen.
El primer llibre de Djørup fou Monsieurs monologer, un recull de poesia aparegut al 2005. El 2007, publica una col·lecció de relats curts, Hvis man begyndte at spørge sig selv. Alguns d'aquests contes s'ambienten al sud d'Europa. Djørup explicà que estaven inspirats per les seues àmplies estades a l'estat italià i espanyol.
La novel·la de Djørup, Den mindste modstand (La resistència menor, 2009) guanyà el Premi EU de Literatura al 2010. Al 2011, Djørup escrigué un drama, titulat Korus' Kabaret. Al 2015, publica un recull de poesia titulada Poesi og andre former for trods.